# Prawy Sektor
Ruch narodowo-wyzwoleńczy „Prawy Sektor” (ukr. Національно-визвольний рух «Правий сектор») – skrajnie prawicowe ukraińskie ugrupowanie opozycyjne początkowo o charakterze niesformalizowanego ruchu nacjonalistycznego, a następnie (marzec 2014) partii politycznej.

## Działalność
Ugrupowanie początkowo składające się przede wszystkim z młodzieżowych organizacji o nierzadko neofaszystowskich poglądach, grupujące także rosyjskojęzycznych Ukraińców. Ruch nie miał do marca 2014 stałej organizacji i hierarchii, jednak na główną postać Prawego Sektora wyrósł Dmytro Jarosz. Jako zorganizowana grupa powstał on w czasie protestów antyrządowych na Ukrainie zwanych Euromajdanem w latach 2013–2014, po raz pierwszy ujawnił się 1 grudnia 2013 roku, gdy ok. 200 członków organizacji zaatakowało na ul. Bankowej kordon milicji strzegącej budynków rządowych. Głównym członem Prawego Sektora byli członkowie organizacji Patriot Ukrajiny, Tryzub, Biały Młot, UNA-UNSO, mniejszych grupek nacjonalistycznych i piłkarscy ultrasi, głównie Dynama Kijów.

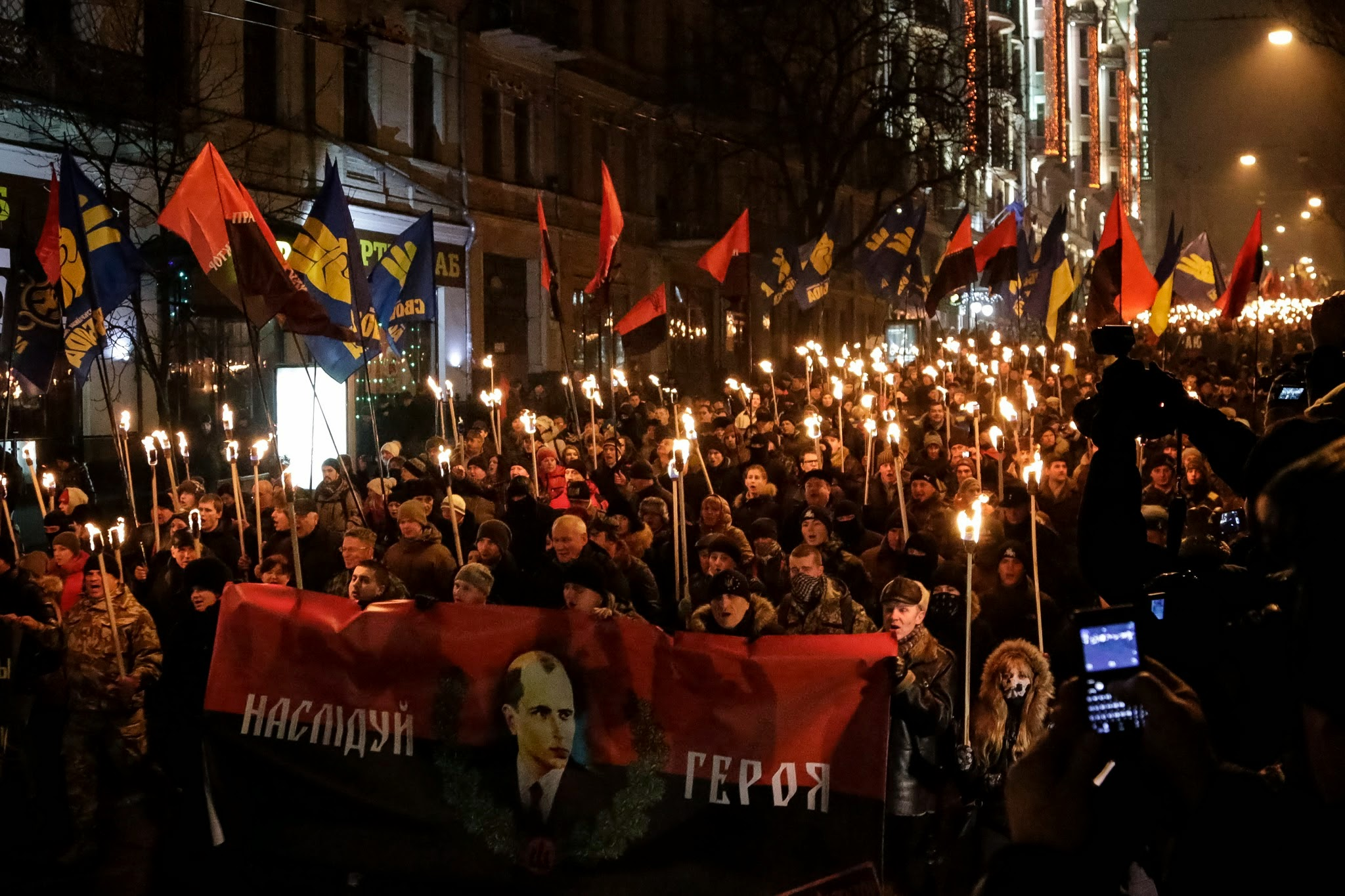
Kijów, 1 stycznia 2015

Prawy Sektor jest przeciwny zarówno zbliżeniu z Rosją, 
Integracją z Unią Europejską, jakkolwiek poczuwa się on do dziedzictwa europejskiego. Członkowie organizacji odwołują się do tradycji Stepana Bandery, Romana Szuchewycza, a także OUN i UPA. Często też posługują się symbolami tych organizacji – tryzubem OUN-M i czarno-czerwonym sztandarem. Ich głównym ideowym przeciwnikiem jest wyznająca podobne ideały Swoboda, jednak w ocenie Prawego Sektora, zbyt zachowawcza i zbyt bliska establishmentowi.
Członkowie Prawego Sektora byli głównym trzonem sił samoobrony Euromajdanu, grupując się w paramilitarne oddziały – „sotnie”. W przeciwieństwie do innych protestujących wyposażeni byli w broń palną i odbywali regularne treningi, pod okiem weteranów wojny w Afganistanie. To głównie dzięki nim udało się przetrwać zmasowany atak milicji w nocy z 18 na 19 lutego 2014 roku.
22 marca 2014 na zjeździe UNA-UNSO przekształciła się w partię polityczną Prawy Sektor. Jej przewodniczącym został Dmytro Jarosz.
Priorytetem ugrupowania stała się walka zbrojna z prorosyjskimi separatystami. W tym celu powołano paramilitarną formację Ukraiński Korpus Ochotniczy (Добровольчий український корпус, ДУК).
W grudniu 2015 roku Dmytro Jarosz opuścił Prawy Sektor, nowym liderem ugrupowania został Andrij Tarasenko.

### Prawy Sektor w wyborach
Dmytro Jarosz w przedterminowych wyborach prezydenckich 25 maja 2014 otrzymał poparcie 0,7% ogółu wyborców (127 772 głosów). W przedterminowych wyborach 26 października 2014 do Rady Najwyższej Prawy Sektor uzyskał dwunaste miejsce według liczby oddanych głosów (284 936 głosów co stanowi 0,80%) i nie pokonawszy progu 5% nie wszedł do parlamentu. W Radzie Najwyższej 2014 jedynym deputowanym Prawego Sektora (na 423 wybranych członków Rady) był Dmytro Jarosz, wybrany w okręgu jednomandatowym w obwodzie dniepropetrowskim, gdzie uzyskał 21 074 głosy.
|             |  |      |  |
| 2014 Jarosz |  | 2014 |  |